# Oncostemum divaricatum
Oncostemum divaricatum là một loài thực vật có hoa trong họ Anh thảo. Loài này được A. DC. mô tả khoa học đầu tiên năm 1844.